# Zzaj
Zzaj var en svensk jazzpopgrupp som var aktiv 1986–1993. Bandets fasta medlemmar var Anna Nederdal och Billy Bolero. Den senare skrev det mesta av gruppens material och producerade gruppens skivor. Zzaj, vars namn är ordet jazz stavat baklänges, var starkt influerat av den brittiska soulpopgruppen Sade och andra grupper i genren sophistipop.
Bandet lades ner efter tre album, men återkom 2011 med singeln Så länge vi andas. 2015 kom singeln Alla sångerna som tillägnades den bortgångne saxofonisten Mats Gunnarsson.

## Medlemmar (urval)
- Anna Nederdal, sång
- Billy Bolero, gitarr
- Christian Callert, trummor
- Mats Gunnarsson, saxofon

## Diskografi

### Album
- 1988 - Zzaj
- 1989 - Scirocco
- 1993 - 3
- 1995 - Epilog 1987-1993, samling

### Singlar
- 1987 - Om du kommer / Om du kommer (version)
- 1987 - Tänker på dig / Två
- 1988 - En minut / Tänker på dig / Om du kommer
- 1989 - För min skull / Tillbaka till gå
- 1989 - (Du som var) Min bäste vän / (instrumental)
- 1993 - Lev Nu / Lev Nu (klubbmix)
- 1993 - Vi hade något / Vi hade något (remix)
- 1995 - Tänker på dig (95)
- 2011 – Så länge vi andas
- 2015 – Alla sångerna